# Nesiergus gardineri
Nesiergus gardineri es una especie de araña que pertenece a la familia Theraphosidae (tarántulas), que se encuentra en solamente en las Seychelles.